# Burg Falkenau
Die Burg Falkenau ist eine abgegangene Niederungsburg am Rheinufer bei der Stadt Gernsheim im Kreis Groß-Gerau in Hessen.
Die Burg „Valkenowe“ wurde erstmals 1266 erwähnt, als Philipp I. von Falkenstein die „Gülten und Renten der Burgen zum Hain, Raub und Valkenowe“ zu gleichen Teilen unter seinen Söhnen Philipp II. von Falkenstein und Werner I. von Falkenstein teilte. Von der nicht mehr genau lokalisierbaren Burganlage ist nichts erhalten.